# FIRA-Pokal 1994–1997
Der FIRA-Pokal 1994–1997 (engl. FIRA Trophy) war ein Wettbewerb für europäische Nationalmannschaften in der Sportart Rugby Union. Es handelte sich um die 31. Ausgabe der vom Verband FIRA organisierten Rugby-Union-Europameisterschaft sowie um die 18. Ausgabe unter diesem Namen. Beteiligt waren 28 Mannschaften, die in drei Divisionen eingeteilt waren. Den Europameistertitel gewann zum ersten und einzigen Mal Italien. Das Turnier durchlebte eine schwierige Zeit, da das Interesse der stärksten Mannschaften aus Frankreich und Italien spürbar nachließ. Diese nahmen denn auch zum letzten Mal überhaupt teil. Anschließend folgte eine fast dreijährige Phase des Umbruchs mit Ersatzturnieren, so dass die nächste offizielle Europameisterschaft erst in der Saison 1999/2000 stattfand.

## Ereignisse
Der FIRA-Pokal fand zu einem für den Rugbysport besonders wichtigen Zeitpunkt statt: Im August 1995 entschied der International Rugby Football Board (IRB) den Übergang vom reinen Amateur- zum Profisport. Daraufhin wurde die FIRA-AER vom konkurrierenden Weltverband zum europäischen Kontinentalverband des IRB umgewandelt, dem nun auch die britischen Mannschaften angehörten (die jedoch nicht an den Wettbewerben teilnahmen). Gleichzeitig begann sich die FIRA-AER von ihren außereuropäischen Mitgliedern zu trennen; davon betroffen waren insbesondere nordafrikanische Teams, die bisher ebenfalls an den Europameisterschaften teilgenommen hatten.
An der ersten Phase des Turniers, der von Oktober 1994 bis Mai 1995 dauernden Vorqualifikation, waren die drei stärksten kontinentaleuropäischen Teams Frankreich, Italien und Rumänien noch nicht beteiligt, da sie sich auf die Weltmeisterschaft 1995 vorbereiteten. In der Hauptrunde gesellten sich die besten sieben Teams der Vorqualifikation zu ihnen. Die geringer gewordene Bedeutung des Turniers widerspiegelte sich auch darin, dass sich Frankreich damit begnügte, mit Ausnahme des Finales mit der Militärauswahl anzutreten anstatt mit der eigentlichen Nationalmannschaft. Italien schickte für die letzten beiden Gruppenspiele (die auch noch am selben Wochenende stattfanden) zwei Mannschaften mit niedrigerem Niveau ins Rennen. Bei der Coppa Latina, einem in Buenos Aires ausgetragenen Vierländerturnier, wurde das Spiel zwischen Rumänien und Italien zusätzlich als Teil der Europameisterschaft gewertet.
Wegen verschiedener Terminkonflikte konnte das Finale erst im März 1997 ausgetragen werden, als das nächste FIRA-Turnier bereits im Gange war. Es fand in Grenoble statt, wobei Italien sich mit 40:32 gegen Frankreich durchsetzte und damit den ersten (und wohl auch einzigen) Europameistertitel holte. Es handelte sich auch um den ersten Sieg Italiens über Frankreich in der Rugbygeschichte.

## Vorqualifikation
Frankreich, Italien und Rumänien, die drei stärksten kontinentaleuropäischen Mannschaften, galten als bereits für die Hauptrunde der Europameisterschaft qualifiziert, damit sie sich auf die Weltmeisterschaft 1995 vorbereiten konnten. Die sieben übrigen Teilnehmer der Hauptrunde wurden 1994/95 in einer Vorqualifikation ermittelt.
Die drei Erstplatzierten jeder Gruppe sowie der Sieger des Play-offs zwischen den beiden viertplatzierten Mannschaften zogen in die erste Division der Jahre 1995–97 ein, während der Verlierer des Play-offs und die fünftplatzierten Mannschaften der Gruppen in die zweite Liga eingeteilt wurden. Außerdem wurde ein Turnier der zweiten Division ausgetragen, das nach geografischen Gesichtspunkten in Gruppen eingeteilt war, ohne dass Aufsteiger ermittelt wurden.

### Erste Division

#### Gruppe A
|    | Land        | Spiele | Siege | Unent. | Ndlg. | Spiel- punkte | Diff. | Tabellen- punkte |
| -- | ----------- | ------ | ----- | ------ | ----- | ------------- | ----- | ---------------- |
| 1. | Russland    | 4      | 4     | 0      | 0     | 106:52        | + 54  | 12               |
| 2. | Polen       | 4      | 2     | 0      | 2     | 102:58        | + 44  | 8                |
| 3. | Tunesien    | 4      | 2     | 0      | 2     | 59:65         | − 6   | 8                |
| 4. | Belgien     | 4      | 1     | 0      | 3     | 44:92         | − 48  | 6                |
| 5. | Niederlande | 4      | 1     | 0      | 3     | 41:85         | − 44  | 6                |

| 15. Oktober 1994 | Polen | 50 : 13 | Belgien | Siedlce |
| 15. Oktober 1994 |       |         |         | Siedlce |

| 22. Oktober 1994 | Russland | 29 : 6 | Niederlande | Nauka, Moskau |
| 22. Oktober 1994 |          |        |             | Nauka, Moskau |

| 12. November 1994 | Belgien | 10 : 0 | Niederlande | Heysel-Stadion (Annex), Brüssel |
| 12. November 1994 |         |        |             | Heysel-Stadion (Annex), Brüssel |

| 20. November 1994 | Tunesien | 15 : 9 | Polen | Stade El Menzah, Tunis |
| 20. November 1994 |          |        |       | Stade El Menzah, Tunis |

| 22. März 1995 | Belgien | 6 : 10 | Tunesien | Heysel-Stadion (Annex), Brüssel |
| 22. März 1995 |         |        |          | Heysel-Stadion (Annex), Brüssel |

| 26. März 1995 | Niederlande | 23 : 18 | Tunesien | NRCA, Amsterdam |
| 26. März 1995 |             |         |          | NRCA, Amsterdam |

| 1. April 1995 | Tunesien | 16 : 27 | Russland | Stade El Menzah, Tunis |
| 1. April 1995 |          |         |          | Stade El Menzah, Tunis |

| 23. April 1995 | Niederlande | 12 : 28 | Polen | Amersfoort |
| 23. April 1995 |             |         |       | Amersfoort |

| 6. Mai 1995 | Russland | 32 : 15 | Belgien | Nauka, Moskau |
| 6. Mai 1995 |          |         |         | Nauka, Moskau |

| 13. Mai 1995 | Polen | 15 : 18 | Russland | ? |
| 13. Mai 1995 |       |         |          | ? |

#### Gruppe B
|    | Land        | Spiele | Siege | Unent. | Ndlg. | Spiel- punkte | Diff. | Tabellen- punkte |
| -- | ----------- | ------ | ----- | ------ | ----- | ------------- | ----- | ---------------- |
| 1. | Spanien     | 4      | 4     | 0      | 0     | 213:36        | + 177 | 12               |
| 2. | Portugal    | 4      | 3     | 0      | 1     | 86:100        | − 14  | 10               |
| 3. | Marokko     | 4      | 2     | 0      | 2     | 60:89         | − 29  | 8                |
| 4. | Tschechien  | 4      | 1     | 0      | 3     | 51:132        | − 81  | 6                |
| 5. | Deutschland | 4      | 0     | 0      | 4     | 37:90         | − 53  | 4                |

| 23. Oktober 1994 | Tschechien | 12 : 5 | Deutschland | Stadion Josefa Kohouta, Říčany |
| 23. Oktober 1994 |            |        |             | Stadion Josefa Kohouta, Říčany |

| 13. November 1994 | Deutschland | 10 : 29 | Spanien | Stadion am Bischofsholer Damm, Hannover |
| 13. November 1994 |             |         |         | Stadion am Bischofsholer Damm, Hannover |

| 19. März 1995 | Portugal | 26 : 16 | Marokko | Estádio Universitário de Lisboa, Lissabon |
| 19. März 1995 |          |         |         | Estádio Universitário de Lisboa, Lissabon |

| 26. März 1995 | Spanien | 44 : 3 | Marokko | Polideportivo La Puntilla, El Puerto de Santa María |
| 26. März 1995 |         |        |         | Polideportivo La Puntilla, El Puerto de Santa María |

| 2. April 1995 | Spanien | 90 : 8 | Tschechien | Estadio Nacional Universidad Complutense, Madrid |
| 2. April 1995 |         |        |            | Estadio Nacional Universidad Complutense, Madrid |

| 9. April 1995 | Marokko | 18 : 13 | Tschechien | Stade du C.O.C, Casablanca |
| 9. April 1995 |         |         |            | Stade du C.O.C, Casablanca |

| 22. April 1995 | Portugal | 15 : 50 | Spanien | Estádio Universitário de Lisboa, Lissabon |
| 22. April 1995 |          |         |         | Estádio Universitário de Lisboa, Lissabon |

| 29. April 1995 | Tschechien | 18 : 19 | Portugal | Stadion ragby Císařka, Prag |
| 29. April 1995 |            |         |          | Stadion ragby Císařka, Prag |

| 7. Mai 1995 | Marokko | 23 : 6 | Deutschland | Stade d’Honneur, Oujda |
| 7. Mai 1995 |         |        |             | Stade d’Honneur, Oujda |

| 14. Mai 1995 | Deutschland | 16 : 26 | Portugal | Fritz-Grunebaum-Sportpark, Heidelberg |
| 14. Mai 1995 |             |         |          | Fritz-Grunebaum-Sportpark, Heidelberg |

#### Play-off
| 27. Mai 1995 | Belgien | 32 : 13 | Tschechien | Heysel-Stadion (Annex), Brüssel |
| 27. Mai 1995 |         |         |            | Heysel-Stadion (Annex), Brüssel |

### Zweite Division

#### Gruppe A
|    | Land     | Spiele | Siege | Unent. | Ndlg. | Spiel- punkte | Diff. | Tabellen- punkte |
| -- | -------- | ------ | ----- | ------ | ----- | ------------- | ----- | ---------------- |
| 1. | Lettland | 3      | 2     | 0      | 1     | 67:53         | + 14  | 7                |
| 2. | Dänemark | 2      | 2     | 0      | 0     | 39:25         | + 14  | 6                |
| 3. | Ukraine  | 3      | 1     | 0      | 2     | 53:32         | + 21  | 5                |
| 4. | Litauen  | 2      | 0     | 0      | 2     | 10:59         | − 49  | 2                |

| 9. Oktober 1994 | Lettland | 28 : 10 | Litauen | Latvijas Universitātes stadions, Riga |
| 9. Oktober 1994 |          |         |         | Latvijas Universitātes stadions, Riga |

| 5. November 1994 | Dänemark | 27 : 19 | Lettland | Frederiksberg-Stadion, Kopenhagen |
| 5. November 1994 |          |         |          | Frederiksberg-Stadion, Kopenhagen |

| 27. November 1994 | Dänemark | 12 : 6 | Ukraine | Aalborg |
| 27. November 1994 |          |        |         | Aalborg |

| 4. Juni 1995 | Lettland | 20 : 16 | Ukraine | Latvijas Universitātes stadions, Riga |
| 4. Juni 1995 |          |         |         | Latvijas Universitātes stadions, Riga |

| 1995 | Ukraine | 31 : 0 | Litauen | ? |
| 1995 |         |        |         | ? |

| 1995 | Litauen | abgesagt | Dänemark | ? |
| 1995 |         |          |          | ? |

#### Gruppe B
Nach dem Rückzug Österreichs konnte die Gruppe B nicht ausgespielt werden. Stattdessen fand in Sofia ein K.-o.-Turnier statt.
Halbfinale
| 23. März 1995 | Bulgarien | 8 : 70 | Georgien | Sofia |
| 23. März 1995 |           |        |          | Sofia |

| 23. März 1995 | Moldau | 17 : 14 | Ungarn | Sofia |
| 23. März 1995 |        |         |        | Sofia |

Spiel um Platz 3
| 25. März 1995 | Bulgarien | 8 : 0 | Ungarn | Sofia |
| 25. März 1995 |           |       |        | Sofia |

Finale
| 25. März 1995 | Georgien | 47 : 5 | Moldau | Sofia |
| 25. März 1995 |          |        |        | Sofia |

#### Gruppe C
|    | Land      | Spiele | Siege | Unent. | Ndlg. | Spiel- punkte | Diff. | Tabellen- punkte |
| -- | --------- | ------ | ----- | ------ | ----- | ------------- | ----- | ---------------- |
| 1. | Luxemburg | 4      | 2     | 1      | 1     | 61:57         | + 4   | 9                |
| 2. | Andorra   | 4      | 2     | 1      | 1     | 52:57         | − 5   | 9                |
| 3. | Kroatien  | 4      | 2     | 0      | 2     | 56:48         | + 8   | 8                |
| 4. | Slowenien | 4      | 2     | 0      | 2     | 67:81         | − 14  | 8                |
| 5. | Schweiz   | 4      | 1     | 0      | 3     | 41:34         | + 7   | 5                |

| 15. Oktober 1994 | Luxemburg | 22 : 3 | Slowenien | Josy-Barthel-Stadion, Luxemburg |
| 15. Oktober 1994 |           |        |           | Josy-Barthel-Stadion, Luxemburg |

| 30. Oktober 1994 | Kroatien | 11 : 3 | Schweiz | Gradski stadion, Makarska |
| 30. Oktober 1994 |          |        |         | Gradski stadion, Makarska |

| 2. November 1994 | Slowenien | 17 : 14 | Schweiz | Stadion Oval, Ljubljana |
| 2. November 1994 |           |         |         | Stadion Oval, Ljubljana |

| 26. November 1994 | Andorra | 28 : 23 | Slowenien | Camp del Consell, Andorra la Vella |
| 26. November 1994 |         |         |           | Camp del Consell, Andorra la Vella |

| 3. Dezember 1994 | Kroatien | 12 : 21 | Luxemburg | Stadion Stari plac, Split |
| 3. Dezember 1994 |          |         |           | Stadion Stari plac, Split |

| 8. April 1995 | Slowenien | 24 : 17 | Kroatien | Stadion Oval, Ljubljana |
| 8. April 1995 |           |         |          | Stadion Oval, Ljubljana |

| 22. April 1995 | Andorra | 0 : 16 | Kroatien | Camp del Consell, Andorra la Vella |
| 22. April 1995 |         |        |          | Camp del Consell, Andorra la Vella |

| 30. April 1995 | Luxemburg | 0 : 24 | Schweiz | Josy-Barthel-Stadion, Luxemburg |
| 30. April 1995 |           |        |         | Josy-Barthel-Stadion, Luxemburg |

| 7. Mai 1995 | Andorra   | – | Schweiz |  |
| 7. Mai 1995 | (forfait) |   |         |  |

| 13. Mai 1995 | Luxemburg | 18 : 18 | Andorra | Josy-Barthel-Stadion, Luxemburg |
| 13. Mai 1995 |           |         |         | Josy-Barthel-Stadion, Luxemburg |

## Hauptrunde

### Erste Division

#### Gruppe A
|    | Land         | Spiele | Siege | Unent. | Ndlg. | Spiel- punkte | Diff. | Tabellen- punkte |
| -- | ------------ | ------ | ----- | ------ | ----- | ------------- | ----- | ---------------- |
| 1. | Frankreich A | 4      | 4     | 0      | 0     | 194:29        | + 165 | 12               |
| 2. | Spanien      | 4      | 3     | 0      | 1     | 91:90         | + 1   | 10               |
| 3. | Russland     | 4      | 2     | 0      | 2     | 37:95         | − 58  | 8                |
| 4. | Marokko      | 4      | 1     | 0      | 3     | 41:70         | − 29  | 6                |
| 5. | Tunesien     | 4      | 0     | 0      | 4     | 11:78         | − 67  | 2                |

| 19. November 1995 | Frankreich A | 33 : 12 | Russland | Le Blanc-Mesnil |
| 19. November 1995 |              |         |          | Le Blanc-Mesnil |

| 10. Dezember 1995 | Tunesien | 11 : 20 | Marokko | M’saken |
| 10. Dezember 1995 |          |         |         | M’saken |

| 6. Januar 1996 | Marokko | 8 : 22 | Frankreich A | Stade du C.O.C, Casablanca |
| 6. Januar 1996 |         |        |              | Stade du C.O.C, Casablanca |

| 16. März 1996 | Frankreich A | 58 : 0 | Tunesien | Stade olympique Henri-Dujol, Albertville |
| 16. März 1996 |              |        |          | Stade olympique Henri-Dujol, Albertville |

| 16. März 1996 | Marokko | 3 : 24 | Spanien | Stade du C.O.C, Casablanca |
| 16. März 1996 |         |        |         | Stade du C.O.C, Casablanca |

| 31. März 1996 | Spanien | 9 : 81 | Frankreich A | Estadi Baldiri Aleu, Sant Boi de Llobregat |
| 31. März 1996 |         |        |              | Estadi Baldiri Aleu, Sant Boi de Llobregat |

| 14. April 1996 | Spanien | 52 : 6 | Russland | Estadio Nacional Universidad Complutense, Madrid |
| 14. April 1996 |         |        |          | Estadio Nacional Universidad Complutense, Madrid |

| 28. April 1996 | Spanien   | 6 : 0 | Tunesien |  |
| 28. April 1996 | (forfait) |       |          |  |

| 11. Mai 1996 | Marokko | 10 : 13 | Russland | Safi |
| 11. Mai 1996 |         |         |          | Safi |

| 19. April 1996 | Tunesien  | 0 : 6 | Russland |  |
| 19. April 1996 | (forfait) |       |          |  |

#### Gruppe B
|    | Land     | Spiele | Siege | Unent. | Ndlg. | Spiel- punkte | Diff. | Tabellen- punkte |
| -- | -------- | ------ | ----- | ------ | ----- | ------------- | ----- | ---------------- |
| 1. | Italien  | 4      | 4     | 0      | 0     | 249:35        | + 214 | 12               |
| 2. | Rumänien | 4      | 3     | 0      | 1     | 218:54        | + 164 | 10               |
| 3. | Portugal | 4      | 2     | 0      | 2     | 70:177        | − 107 | 8                |
| 4. | Polen    | 4      | 1     | 0      | 3     | 61:195        | − 134 | 6                |
| 5. | Belgien  | 4      | 0     | 0      | 4     | 43:180        | − 137 | 4                |

| 21. Oktober 1995 | Italien | 24 : 3 * | Rumänien | Estadio Ferro Carril Oeste, Buenos Aires |
| 21. Oktober 1995 |         |          |          | Estadio Ferro Carril Oeste, Buenos Aires |

| 28. Oktober 1995 | Polen | 30 : 10 | Belgien | Stadion Miejski, Łódź |
| 28. Oktober 1995 |       |         |         | Stadion Miejski, Łódź |

| 3. März 1996 | Portugal | 3 : 64 | Italien | Estádio Universitário de Lisboa, Lissabon |
| 3. März 1996 |          |        |         | Estádio Universitário de Lisboa, Lissabon |

| 16. März 1996 | Belgien | 18 : 29 | Portugal | König-Baudouin-Stadion (Annex), Brüssel |
| 16. März 1996 |         |         |          | König-Baudouin-Stadion (Annex), Brüssel |

| 13. April 1996 | Rumänien | 92 : 0 | Portugal | Stadionul Dinamo, Bukarest |
| 13. April 1996 |          |        |          | Stadionul Dinamo, Bukarest |

| 19. April 1996 | Rumänien A | 83 : 5 | Belgien | Stadionul Dinamo, Bukarest |
| 19. April 1996 |            |        |         | Stadionul Dinamo, Bukarest |

| 27. April 1996 | Portugal | 38 : 3 | Polen | Estádio Universitário de Lisboa, Lissabon |
| 27. April 1996 |          |        |       | Estádio Universitário de Lisboa, Lissabon |

| 12. Mai 1996 | Polen | 9 : 40 | Rumänien | Sochaczew |
| 12. Mai 1996 |       |        |          | Sochaczew |

| 24. Mai 1996 | Belgien | 10 : 38 | Italia Emergenti | König-Baudouin-Stadion (Annex), Brüssel |
| 24. Mai 1996 |         |         |                  | König-Baudouin-Stadion (Annex), Brüssel |

| 25. Mai 1996 | Italien | 107 : 19 | Polen | Stadio Otello Gerli, Udine |
| 25. Mai 1996 |         |          |       | Stadio Otello Gerli, Udine |

* Im Rahmen der Coppa Latina ausgetragen.

#### Finale
| 22. März 1997 15:00 MEZ | Frankreich | 32 : 40        | Italien | Stade Lesdiguières, Grenoble Zuschauer: 15.000 Schiedsrichter: David McHugh (Irland) |
| 22. März 1997 15:00 MEZ | Versuche: Strafversuch 14. erh. Bondouy (2) 52. erh., 80.+2 erh. Sdourny 79. n.erh. Erhöhungen: Aucagne (3/4) Straftritte: Aucagne (2/2) 20., 24. | (0:20) Bericht | Versuche: Francescato 5. erh. Gardner 34. erh. Croci 56. erh. Vaccari 74. erh. Erhöhungen: Domínguez (4/4) Straftritte: Domínguez (4/4) 17., 30., 62., 68. | Stade Lesdiguières, Grenoble Zuschauer: 15.000 Schiedsrichter: David McHugh (Irland) |

Aufstellungen:
- Frankreich: Guy Accoceberry, David Aucagne, Philippe Benetton, Pierre Bondouy, Arnaud Costes, Marc Dal Maso, Yann Delaigue, Marc de Rougemont, Olivier Merle, Hugues Miorin, Stéphane Ougier, Fabien Pelous , Jean-Luc Sadourny, Philippe Saint-André, Franck Tournaire 
 Auswechselspieler: Serge Betsen, Raphaël Ibañez
- Italien: Stefano Bordon, Walter Cristofoletto, Giambattista Croci, Marcello Cuttitta, Massimo Cuttitta, Diego Domínguez, Ivan Francescato, Julian Gardner, Massimo Giovanelli, Javier Pértile, Carlo Orlandi, Franco Properzi, Andrea Sgorlon, Alessandro Troncon, Paolo Vaccari 
 Auswechselspieler: Gianluca Guidi, Francesco Mazzariol

### Zweite Division

#### Gruppe A
|    | Land        | Spiele | Siege | Unent. | Ndlg. | Spiel- punkte | Diff. | Tabellen- punkte |
| -- | ----------- | ------ | ----- | ------ | ----- | ------------- | ----- | ---------------- |
| 1. | Niederlande | 4      | 3     | 1      | 0     | 107:31        | + 76  | 11               |
| 2. | Georgien    | 4      | 3     | 0      | 1     | 40:61         | − 21  | 10               |
| 3. | Deutschland | 4      | 2     | 0      | 2     | 52:48         | + 4   | 8                |
| 4. | Tschechien  | 4      | 1     | 0      | 3     | 62:80         | − 18  | 6                |
| 5. | Dänemark    | 4      | 0     | 1      | 3     | 37:75         | − 38  | 4                |

Dänemark wurde 1 Punkt abgezogen, weil es am 19. November 1995 nicht gegen Georgien antrat. Die dänischen Spieler hatten sich im Streit mit ihrem eigenen Verband geweigert, das Spiel zu bestreiten.
| 23. September 1995 | Deutschland | 28 : 17 | Tschechien | Stadion am Bischofsholer Damm, Hannover |
| 23. September 1995 |             |         |            | Stadion am Bischofsholer Damm, Hannover |

| 15. Oktober 1995 | Georgien | 14 : 3 | Deutschland | Boris-Paitschadse-Nationalstadion, Tiflis |
| 15. Oktober 1995 |          |        |             | Boris-Paitschadse-Nationalstadion, Tiflis |

| 29. Oktober 1995 | Dänemark | 20 : 20 | Niederlande | Frederiksberg-Stadion, Kopenhagen |
| 29. Oktober 1995 |          |         |             | Frederiksberg-Stadion, Kopenhagen |

| 19. November 1995 | Dänemark  | 0 : 3 | Georgien |  |
| 19. November 1995 | (forfait) |       |          |  |

| 24. November 1995 | Niederlande | 55 : 3 | Georgien | Sportpark Wouterland, Castricum |
| 24. November 1995 |             |        |          | Sportpark Wouterland, Castricum |

| 30. März 1996 | Tschechien | 3 : 26 | Niederlande | Stadion Josefa Kohouta, Říčany |
| 30. März 1996 |            |        |             | Stadion Josefa Kohouta, Říčany |

| 12. April 1996 | Georgien | 20 : 3 | Tschechien | Micheil-Meschi-Stadion, Tiflis |
| 12. April 1996 |          |        |            | Micheil-Meschi-Stadion, Tiflis |

| 21. April 1996 | Niederlande | 6 : 5 | Deutschland | Gemeentelijk Sportpark, Hilversum |
| 21. April 1996 |             |       |             | Gemeentelijk Sportpark, Hilversum |

| 27. April 1996 | Tschechien | 39 : 6 | Dänemark | Stadion Josefa Kohouta, Říčany |
| 27. April 1996 |            |        |          | Stadion Josefa Kohouta, Říčany |

| 12. Mai 1996 | Deutschland | 16 : 11 | Dänemark | Stadion am Bischofsholer Damm, Hannover |
| 12. Mai 1996 |             |         |          | Stadion am Bischofsholer Damm, Hannover |

#### Gruppe B
|    | Land           | Spiele | Siege | Unent. | Ndlg. | Spiel- punkte | Diff. | Tabellen- punkte |
| -- | -------------- | ------ | ----- | ------ | ----- | ------------- | ----- | ---------------- |
| 1. | BR Jugoslawien | 2      | 2     | 0      | 0     | 69:21         | + 48  | 6                |
| 2. | Andorra        | 2      | 1     | 0      | 1     | 25:38         | − 13  | 4                |
| 3. | Bulgarien      | 2      | 0     | 0      | 2     | 17:52         | − 35  | 2                |

| 24. März 1996 | BR Jugoslawien | 30 : 12 | Andorra | Vršac |
| 24. März 1996 |                |         |         | Vršac |

| 20. April 1996 | Andorra | 13 : 8 | Bulgarien | Camp del Consell, Andorra la Vella |
| 20. April 1996 |         |        |           | Camp del Consell, Andorra la Vella |

| 18. Juni 1996 | Bulgarien | 9 : 39 | BR Jugoslawien | Gabrowo |
| 18. Juni 1996 |           |        |                | Gabrowo |

### Dritte Division

#### Gruppe A
|    | Land     | Spiele | Siege | Unent. | Ndlg. | Spiel- punkte | Diff. | Tabellen- punkte |
| -- | -------- | ------ | ----- | ------ | ----- | ------------- | ----- | ---------------- |
| 1. | Ukraine  | 3      | 3     | 0      | 0     | 84:11         | + 73  | 9                |
| 2. | Lettland | 3      | 2     | 0      | 1     | 50:44         | + 6   | 7                |
| 3. | Moldau   | 3      | 1     | 0      | 2     | 20:61         | − 41  | 5                |
| 4. | Litauen  | 3      | 0     | 0      | 3     | 38:76         | − 38  | 3                |

| 8. Oktober 1995 | Litauen | 8 : 27 | Ukraine | Pakruojis |
| 8. Oktober 1995 |         |        |         | Pakruojis |

| 1. Mai 1996 | Ukraine | 38 : 0 | Moldau | Spartak-Stadion, Kiew |
| 1. Mai 1996 |         |        |        | Spartak-Stadion, Kiew |

| 4. Mai 1996 | Litauen | 10 : 15 | Moldau | Aukštaitija Stadium, Panevėžys |
| 4. Mai 1996 |         |         |        | Aukštaitija Stadium, Panevėžys |

| 11. Mai 1996 | Lettland | 34 : 20 | Litauen | Latvijas Universitātes stadions, Riga |
| 11. Mai 1996 |          |         |         | Latvijas Universitātes stadions, Riga |

| 10. Oktober 1996 | Lettland | 3 : 19 | Ukraine | Latvijas Universitātes stadions, Riga |
| 10. Oktober 1996 |          |        |         | Latvijas Universitātes stadions, Riga |

| 21. Oktober 1996 | Lettland | 13 : 5 | Moldau | Latvijas Universitātes stadions, Riga |
| 21. Oktober 1996 |          |        |        | Latvijas Universitātes stadions, Riga |

#### Gruppe B
|    | Land       | Spiele | Siege | Unent. | Ndlg. | Spiel- punkte | Diff. | Tabellen- punkte |
| -- | ---------- | ------ | ----- | ------ | ----- | ------------- | ----- | ---------------- |
| 1. | Ungarn     | 2      | 2     | 0      | 0     | 55:19         | + 36  | 6                |
| 2. | Slowenien  | 2      | 1     | 0      | 1     | 23:44         | − 21  | 4                |
| 3. | Österreich | 2      | 0     | 0      | 2     | 18:33         | − 15  | 2                |

| 5. November 1995 | Österreich | 8 : 21 | Ungarn | Stadion Hohe Warte, Wien |
| 5. November 1995 |            |        |        | Stadion Hohe Warte, Wien |

| 28. April 1996 | Slowenien | 12 : 10 | Österreich | Stadion Oval, Ljubljana |
| 28. April 1996 |           |         |            | Stadion Oval, Ljubljana |

| 7. Mai 1996 | Ungarn | 34 : 11 | Slowenien | Széktói Stadion, Kecskemét |
| 7. Mai 1996 |        |         |           | Széktói Stadion, Kecskemét |

#### Gruppe C
|    | Land      | Spiele | Siege | Unent. | Ndlg. | Spiel- punkte | Diff. | Tabellen- punkte |
| -- | --------- | ------ | ----- | ------ | ----- | ------------- | ----- | ---------------- |
| 1. | Kroatien  | 2      | 2     | 0      | 0     | 37:18         | + 19  | 6                |
| 2. | Israel    | 2      | 1     | 0      | 1     | 26:33         | − 7   | 4                |
| 3. | Luxemburg | 2      | 0     | 0      | 2     | 24:36         | − 12  | 2                |

| 28. Oktober 1995 | Luxemburg | 12 : 16 | Kroatien | Josy-Barthel-Stadion, Luxemburg |
| 28. Oktober 1995 |           |         |          | Josy-Barthel-Stadion, Luxemburg |

| 7. April 1996 | Israel | 20 : 12 | Luxemburg | Tel Aviv |
| 7. April 1996 |        |         |           | Tel Aviv |

| 27. April 1996 | Kroatien | 21 : 6 | Israel | Stadion Stari plac, Split |
| 27. April 1996 |          |        |        | Stadion Stari plac, Split |